# Sinogastromyzon
Genre
Sinogastromyzon est un genre de poissons téléostéens de la famille des Balitoridae et de l'ordre des Cypriniformes. C'est un genre de loches de ruisseaux de colline natif d'Asie Orientale.

## IUCN
L'UICN a évalué l'état de conservation de 14 espèces du genre Sinogastromyzon. Parmi celles-ci, 10 sont considérées comme ayant des « données insuffisantes », 3 sont statuées en « préoccupation mineure », et 1 Sinogastromyzon puliensis est classée « vulnérable ».

## Liste des espèces
Selon FishBase (12 juillet 2015) 22 espèces :
- Sinogastromyzon chapaensis Đ. Y. Mai, 1978
- Sinogastromyzon daduheensis Y. S. Guo & Jun Yang, 2013
- Sinogastromyzon daon V. H. Nguyễn, 2005
- Sinogastromyzon dezeensis W. X. Li, W. N. Mao & Zong-Min Lu, 1999
- Sinogastromyzon hagiangensis V. H. Nguyễn, 2005
- Sinogastromyzon hexaocellum Nguyen, 2005
- Sinogastromyzon hsiashiensis P. W. Fang, 1931
- Sinogastromyzon hypercorpus V. H. Nguyễn, 2005
- Sinogastromyzon lixianjiangensis S. W. Liu, X. Y. Chen & J. X. Yang, 2010
- Sinogastromyzon macrostoma S. W. Liu, X. Y. Chen & J. X. Yang, 2010
- Sinogastromyzon maon V. H. Nguyễn & H. D. Nguyễn, 2005
- Sinogastromyzon minutus Đ. Y. Mai, 1978
- Sinogastromyzon multiocellum V. H. Nguyễn, 2005
- Sinogastromyzon namnaensis V. H. Nguyễn, 2005
- Sinogastromyzon nanpanjiangensis W. X. Li, 1987
- Sinogastromyzon nantaiensis I. S. Chen, C. C. Han & L. S. Fang, 2002
- Sinogastromyzon puliensis Y. S. Liang, 1974
- Sinogastromyzon rugocauda Đ. Y. Mai, 1978
- Sinogastromyzon sichangensis H. W. Chang, 1944
- Sinogastromyzon szechuanensis P. W. Fang, 1930
- Sinogastromyzon tonkinensis Pellegrin & Chevey, 1935
- Sinogastromyzon wui P. W. Fang, 1930

Selon Kottelat, M. (2012), Froese, Rainer, and Daniel Pauly, eds. (2013), Yang, J. & Guo, Y.-S. (2013) seulement 21 espèces :
- Sinogastromyzon chapaensis Đ. Y. Mai, 1978
- Sinogastromyzon daduheensis Y. S. Guo & Jun Yang, 2013[5]
- Sinogastromyzon daon V. H. Nguyễn, 2005 - (espèce inquirenda dans le genre Sinogastromyzon)
- Sinogastromyzon dezeensis W. X. Li, W. N. Mao & Zong-Min Lu, 1999
- Sinogastromyzon hagiangensis V. H. Nguyễn, 2005 - (espèce inquirenda dans le genre Sinogastromyzon)
- Sinogastromyzon hsiashiensis P. W. Fang, 1931
- Sinogastromyzon hypercorpus V. H. Nguyễn, 2005 - (espèce inquirenda dans le genre Sinogastromyzon)
- Sinogastromyzon lixianjiangensis S. W. Liu, X. Y. Chen & J. X. Yang, 2010
- Sinogastromyzon macrostoma S. W. Liu, X. Y. Chen & J. X. Yang, 2010
- Sinogastromyzon maon V. H. Nguyễn & H. D. Nguyễn, 2005 - (espèce inquirenda dans le genre Sinogastromyzon)
- Sinogastromyzon minutus Đ. Y. Mai, 1978 - (espèce inquirenda dans le genre Sinogastromyzon)
- Sinogastromyzon multiocellum V. H. Nguyễn, 2005
- Sinogastromyzon namnaensis V. H. Nguyễn, 2005
- Sinogastromyzon nanpanjiangensis W. X. Li, 1987
- Sinogastromyzon nantaiensis I. S. Chen, C. C. Han & L. S. Fang, 2002
- Sinogastromyzon puliensis Y. S. Liang, 1974
- Sinogastromyzon rugocauda Đ. Y. Mai, 1978
- Sinogastromyzon sichangensis H. W. Chang, 1944
- Sinogastromyzon szechuanensis P. W. Fang, 1930
- Sinogastromyzon tonkinensis Pellegrin & Chevey, 1935
- Sinogastromyzon wui P. W. Fang, 1930